# Andrew Bannatyne
 (novembre 2018).
Améliorez-le ou discutez des points à vérifier. 
Andrew Graham Ballenden Bannatyne, né le 31 octobre 1829 et mort le 18 mai 1889, était un homme politique canadien, trafiquant de fourrures et premier citoyen de Winnipeg, Manitoba.

## Biographie
Bannatyne est né sur l'île de South Ronaldsay, dans les Orcades en Écosse et avait trois ans lorsque son père, un officiel britannique de la pêche du gouvernement à Stromness, est mort.